# بين رايت (لاعب كرة قدم بريطاني)
بين رايت (بالإنجليزية: Ben Wright)‏ (10 أغسطس 1988 في المملكة المتحدة - ) هو لاعب كرة قدم بريطاني في مركز الهجوم. شارك مع منتخب إنجلترا لكرة القدم C ‏. أما مع النوادي، فقد لعب مع غريمسبي تاون وفوريست غرين ونادي بارنت ونادي بيتربورو يونايتد ونادي كرولي تاون ونادي لوتون تاون ونيوبورت كونتي وميدنهد يونايتد ‏ ونادي كيترينغ تاون وهايز وييدينغ يونايتد ‏ وبرينتري تاون وهافانت أند ووترلوفيل ونادي سالزبري سيتي وEastleigh F.C. ‏ وهامبتون أند ريتشموند بورو وBasingstoke Town F.C. ‏ وWinchester City F.C. ‏ وكارشالتون أثلتيك ونادي أندوفر ‏ وFleet Town F.C. ‏.

## وصلات خارجية
- بين رايت (لاعب كرة قدم بريطاني) على موقع قاعدة بيانات كرة القدم.إي يو (الإنجليزية)
- بين رايت (لاعب كرة قدم بريطاني) على موقع Soccerbase.com (لاعب) (الإنجليزية)